# Академічне веслування на літніх Олімпійських іграх 2008 — одиночки (жінки)
Змагання з академічного веслування серед одинаків у жінок на Олімпійських іграх 2008 проводились з 9 до 16 серпня.
У змаганнях взяли участь 26 спортсменок.

## Призери
| Золото          | Срібло        | Бронза           |
| Рум'яна Нейкова | Мішель Геретт | Катерина Карстен |

## Розклад змагань
Усі запливи розпочинались за стандартним китайським часом
| Дата                       | Час         | Раунд             |
| -------------------------- | ----------- | ----------------- |
| Субота, 9 серпня, 2008     | 13:50-14:50 | Відбірковий раунд |
| Понеділок, 11 серпня, 2008 | 15:30-16:10 | Чвертьфінали      |
| Середа, 13 серпня, 2008    | 14:50-15:10 | Півфінали C/D     |
| Середа, 13 серпня, 2008    | 15:30-15:50 | Півфінали A/B     |
| П'ятниця, 15 серпня, 2008  | 14:10-14:20 | Фінал E           |
| П'ятниця, 15 серпня, 2008  | 14:30-14:40 | Фінал D           |
| П'ятниця, 15 серпня, 2008  | 14:50-15:00 | Фінал C           |
| П'ятниця, 15 серпня, 2008  | 16:50-17:00 | Фінал B           |
| Субота, 16 серпня, 2008    | 15:30-15:40 | Фінал A           |

## Змагання

### Відбірковий раунд
| Місце | Спортсмен       | Країна    | Час     | Примітки |
| ----- | --------------- | --------- | ------- | -------- |
| 1     | Чжан Сююнь      | КНР       | 7:38.16 | Q        |
| 2     | Юлія Михальська | Польща    | 7:41.16 | Q        |
| 3     | Софі Бальмарі   | Франція   | 7:47.37 | Q        |
| 4     | Габріела Бест   | Аргентина | 7:58.60 | Q        |
| 5     | Сорая Хадуе     | Чилі      | 8:04.08 | Q        |

| Місце | Спортсмен         | Країна        | Час     | Примітки |
| ----- | ----------------- | ------------- | ------- | -------- |
| 1     | Емма Твігг        | Нова Зеландія | 7:45.18 | Q        |
| 2     | Іва Обрадовіч     | Сербія        | 7:49.13 | Q        |
| 3     | Нурія Домінгес    | Іспанія       | 7:58.03 | Q        |
| 4     | Фабіана Бельтраме | Бразилія      | 8:08.84 | Q        |
| 5     | Лі Ка Ман         | Гонконг       | 8:23.02 | Q        |

| Місце | Спортсмен        | Країна         | Час     | Примітки |
| ----- | ---------------- | -------------- | ------- | -------- |
| 1     | Катерина Карстен | Білорусь       | 7:40.03 | Q        |
| 2     | Мішель Геретт    | США            | 7:49.14 | Q        |
| 3     | Шін Ень-Єн       | Південна Корея | 8:17.40 | Q        |
| 4     | Інга Дудченко    | Казахстан      | 8:28.24 | Q        |

| Місце | Спортсмен       | Країна   | Час     | Примітки |
| ----- | --------------- | -------- | ------- | -------- |
| 1     | Рум'яна Нейкова | Болгарія | 7:56.07 | Q        |
| 2     | Майра Гонсалес  | Куба     | 8:07.22 | Q        |
| 3     | Ріка Гейсер     | ПАР      | 8:20.26 | Q        |
| 4     | Латт Шве Зін    | М'янма   | 8:42.23 | Q        |

| Місце | Спортсмен          | Країна    | Час     | Примітки |
| ----- | ------------------ | --------- | ------- | -------- |
| 1     | Габріелла Басчеллі | Італія    | 7:43.67 | Q        |
| 2     | Піппа Саваж        | Австралія | 7:57.95 | Q        |
| 3     | Каміла Варгас      | Сальвадор | 8:32.06 | Q        |
| 4     | Хома Хуссейні      | Іран      | 9:02.12 | FE       |

| Місце | Спортсмен          | Країна   | Час     | Примітки |
| ----- | ------------------ | -------- | ------- | -------- |
| 1     | Мірослава Кнапкова | Чехія    | 7:51.56 | Q        |
| 2     | Фріда Свенссон     | Швеція   | 7:56.39 | Q        |
| 3     | Елана Хілл         | Зімбабве | 8:35.53 | Q        |
| 4     | Хеба Ахмед         | Єгипет   | 8:46.96 | FE       |

### Чвертьфінали

#### Чвертьфінал 1
| Місце | Спортсмен          | Країна    | Час     | Примітки |
| ----- | ------------------ | --------- | ------- | -------- |
| 1     | Мішель Геретт      | США       | 7:28.91 | SA/B     |
| 2     | Юлія Михальська    | Польща    | 7:31.90 | SA/B     |
| 3     | Габріелла Басчеллі | Італія    | 7:36.68 | SA/B     |
| 4     | Нурія Домінгес     | Іспанія   | 7:49.60 | SC/D     |
| 5     | Інга Дудченко      | Казахстан | 8:15.88 | SC/D     |
| 6     | Елана Хілл         | Зімбабве  | 8:20.84 | SC/D     |

#### Чвертьфінал 2
| Місце | Спортсмен          | Країна    | Час     | Примітки |
| ----- | ------------------ | --------- | ------- | -------- |
| 1     | Мірослава Кнапкова | Чехія     | 7:30.33 | SA/B     |
| 2     | Софі Бальмарі      | Франція   | 7:37.01 | SA/B     |
| 3     | Іва Обрадовіч      | Сербія    | 7:39.16 | SA/B     |
| 4     | Майра Гонсалес     | Куба      | 7:45.75 | SC/D     |
| 5     | Каміла Варгас      | Сальвадор | 8:11.79 | SC/D     |
| 6     | Латт Шве Зін       | М'янма    | 8:17.76 | SC/D     |

#### Чвертьфінал 3
| Місце | Спортсмен         | Країна         | Час     | Примітки |
| ----- | ----------------- | -------------- | ------- | -------- |
| 1     | Рум'яна Нейкова   | Болгарія       | 7:22.37 | SA/B     |
| 2     | Чжан Сююнь        | КНР            | 7:23.30 | SA/B     |
| 3     | Піппа Саваж       | Австралія      | 7:34.03 | SA/B     |
| 4     | Сорая Хадуе       | Чилі           | 7:51.52 | SC/D     |
| 5     | Фабіана Бельтраме | Бразилія       | 7:52.65 | SC/D     |
| 6     | Шін Ень-Єн        | Південна Корея | 7:58.71 | SC/D     |

#### Чвертьфінал 4
| Місце | Спортсмен        | Країна        | Час     | Примітки |
| ----- | ---------------- | ------------- | ------- | -------- |
| 1     | Катерина Карстен | Білорусь      | 7:25.74 | SA/B     |
| 2     | Фріда Свенссон   | Швеція        | 7:29.29 | SA/B     |
| 3     | Емма Твігг       | Нова Зеландія | 7:34.24 | SA/B     |
| 4     | Ріка Гейсер      | ПАР           | 7:44.14 | SC/D     |
| 5     | Габріела Бест    | Аргентина     | 7:46.45 | SC/D     |
| 6     | Лі Ка Ман        | Гонконг       | 8:04.68 | SC/D     |

### Півфінали C/D

#### Півфінал C/D1
| Місце | Спортсмен         | Країна         | Час     | Примітки |
| ----- | ----------------- | -------------- | ------- | -------- |
| 1     | Майра Гонсалес    | Куба           | 8:02.10 | FC       |
| 2     | Нурія Домінгес    | Іспанія        | 8:03.61 | FC       |
| 3     | Габріела Бест     | Аргентина      | 8:09.61 | FC       |
| 4     | Фабіана Бельтраме | Бразилія       | 8:13.01 | FD       |
| 5     | Шін Ень-Єн        | Південна Корея | 8:23.62 | FD       |
| 6     | Елана Хілл        | Зімбабве       | 8:34.27 | FE       |

#### Півфінал C/D2
| Місце | Спортсмен     | Країна    | Час     | Примітки |
| ----- | ------------- | --------- | ------- | -------- |
| 1     | Ріка Гейсер   | ПАР       | 7:59.67 | FC       |
| 2     | Сорая Хадуе   | Чилі      | 8:13.67 | FC       |
| 3     | Інга Дудченко | Казахстан | 8:16.95 | FC       |
| 4     | Каміла Варгас | Сальвадор | 8:22.35 | FD       |
| 5     | Латт Шве Зін  | М'янма    | 8:24.23 | FD       |
| 6     | Лі Ка Ман     | Гонконг   | 8:30.80 | FE       |

### Півфінали A/B

#### Півфінал A/B1
| Місце | Спортсмен          | Країна    | Час     | Примітки |
| ----- | ------------------ | --------- | ------- | -------- |
| 1     | Чжан Сююнь         | КНР       | 7:31.33 | FA       |
| 2     | Мішель Геретт      | США       | 7:35.69 | FA       |
| 3     | Мірослава Кнапкова | Чехія     | 7:38.14 | FA       |
| 4     | Габріелла Басчеллі | Італія    | 7:42.10 | FB       |
| 5     | Піппа Саваж        | Австралія | 7:43.98 | FB       |
| 6     | Фріда Свенссон     | Швеція    | 7:46.38 | FB       |

#### Півфінал A/B2
| Місце | Спортсмен        | Країна        | Час     | Примітки |
| ----- | ---------------- | ------------- | ------- | -------- |
| 1     | Катерина Карстен | Білорусь      | 7:32.86 | FA       |
| 2     | Рум'яна Нейкова  | Болгарія      | 7:33.29 | FA       |
| 3     | Юлія Михальська  | Польща        | 7:38.04 | FA       |
| 4     | Емма Твігг       | Нова Зеландія | 7:38.09 | FB       |
| 5     | Іва Обрадовіч    | Сербія        | 7:52.39 | FB       |
| 6     | Софі Бальмарі    | Франція       | 7:56.73 | FB       |

### Фінали

#### Фінал E
| Місце | Спортсмен     | Країна   | Час     | Примітки |
| ----- | ------------- | -------- | ------- | -------- |
| 1     | Лі Ка Ман     | Гонконг  | 7:56.07 |          |
| 2     | Хеба Ахмед    | Єгипет   | 8:07.10 |          |
| 3     | Елана Хілл    | Зімбабве | 8:09.94 |          |
| 4     | Хома Хуссейні | Іран     | 8:18.20 |          |

#### Фінал D
| Місце | Спортсмен         | Країна         | Час     | Примітки |
| ----- | ----------------- | -------------- | ------- | -------- |
| 1     | Фабіана Бельтраме | Бразилія       | 7:43.04 |          |
| 2     | Шін Ень-Єн        | Південна Корея | 7:48.31 |          |
| 3     | Латт Шве Зін      | М'янма         | 8:00.05 |          |
| 4     | Каміла Варгас     | Сальвадор      | 8:02.91 |          |

#### Фінал C
| Місце | Спортсмен      | Країна    | Час     | Примітки |
| ----- | -------------- | --------- | ------- | -------- |
| 1     | Ріка Гейсер    | ПАР       | 7:35.06 |          |
| 2     | Нурія Домінгес | Іспанія   | 7:36.12 |          |
| 3     | Майра Гонсалес | Куба      | 7:42.68 |          |
| 4     | Габріела Бест  | Аргентина | 7:45.21 |          |
| 5     | Сорая Хадуе    | Чилі      | 7:48.35 |          |
| 6     | Інга Дудченко  | Казахстан | 8:16.09 |          |

#### Фінал B
| Місце | Спортсмен          | Країна        | Час     | Примітки |
| ----- | ------------------ | ------------- | ------- | -------- |
| 1     | Фріда Свенссон     | Швеція        | 7:48.19 |          |
| 2     | Габріелла Басчеллі | Італія        | 7:48.91 |          |
| 3     | Емма Твігг         | Нова Зеландія | 7:51.63 |          |
| 4     | Піппа Саваж        | Австралія     | 7:53.43 |          |
| 5     | Іва Обрадовіч      | Сербія        | 7:53.83 |          |
| 6     | Софі Бальмарі      | Франція       | 7:58.88 |          |

#### Фінал A
| Місце | Спортсмен          | Країна   | Час     | Примітки |
| ----- | ------------------ | -------- | ------- | -------- |
|       | Рум'яна Нейкова    | Болгарія | 7:22.34 |          |
|       | Мішель Геретт      | США      | 7:22.78 |          |
|       | Катерина Карстен   | Білорусь | 7:23.98 |          |
| 4     | Чжан Сююнь         | КНР      | 7:25.48 |          |
| 5     | Мірослава Кнапкова | Чехія    | 7:35.52 |          |
| 6     | Юлія Михальська    | Польща   | 7:43.44 |          |